# Johann Karl Friedrich Zöllner
Johann Karl Friedrich Zöllner (Berlino, 8 novembre 1834 – Lipsia, 25 aprile 1882) è stato un astrofisico tedesco.

## Biografia
Studiò anche le illusioni ottiche. Inventò l'illusione di Zollner, in cui linee parallele appaiono diagonali. Con un fotometro di sua invenzione diede la prima misura della magnitudine apparente del Sole, nel 1867. Effettuò la misura attenuando con polarizzatori la luce del Sole per confrontarla con quella di una lampada di riferimento, che di notte attenuava a sua volta per confrontarla con la stella Capella. La sua misura (-26,66) è straordinariamente buona, se si considera che il valore moderno è -26,74.
Il cratere Zöllner sulla Luna prende il nome da lui.